# Henri Piet
Henri Piet, né le 2 janvier 1888 dans le 1er arrondissement de Paris et mort le 26 avril 1915 aux Éparges (Meuse), est un boxeur professionnel français. Après avoir boxé aux États-Unis en 1909, il sort vainqueur aux points de son affrontement face au jeune Georges Carpentier. Vainqueur de Young Joseph puis de Battling Lacroix Piet devient champion de France des poids welters en 1912. Il défend et conserve sa ceinture l'année suivante contre Henri Roca avant de la perdre en janvier 1914 contre Auguste Degand.

## Biographie
Henri Piet commence sa carrière sportive en faisant de la course à pied à l'Athlétic Club du premier arrondissement de Paris. Il commence la boxe en 1908 et devient rapidement l'un des boxeurs français les plus connus. En 1908, il est battu par Kid Davis mais bat Truffier et Young Moore. En 1909, il fait une tournée en Amérique et rencontre Freddie Welsh, Dick Lee, Sayers, Wolgast, Lander, Ton O'Keefe, Tom Langdon, Goodman, Willie Lucas, Kid Burns, Benny, Yanger et Frank Fay.
De retour à Paris, Piet bat Georges Carpentier aux points en dix rounds. En février 1912, Piet s'impose par disqualification de Jean Audouy mais le coup de tête de son adversaire l'oblige à être transporté de Monaco à l'hôpital de Nice où il se remet de ce choc. Le 29 mai, il devient champion de France en battant Battling Lacroix au Boxeland. La prestation de Lacroix déçoit les spectateurs qui protestent vivement jusqu'à obtenir la disqualification du boxeur dans la cinquième reprise. En octobre, le Parisien domine l'Anglais Sid Staag dans un combat monotone qu'il domine nettement par des directs du gauche et des crochets du droit,.
En 1913, la Fédération française de boxe sélectionne six combattants pour disputer le championnat de France des poids welters. En demi-finale, Piet fait un combat violent et énergique qui lui permet de se qualifier pour la finale. En finale, un combat organisé au Wonderland, Piet domine Rocca aux points dans un combat de quinze rounds.
Dès le premier jour de la mobilisation, Henri Piet est incorporé à la septième compagnie du 106e régiment d'infanterie et a pour chef de section Robert Porchon,. Faisant campagne dans l'Argonne, il se distingue par son courage et est cité à l'ordre du régiment en mars 1915 pour sa bravoure et sa belle conduite devant l'ennemi. Piet meurt par balle au champ d'honneur le 26 avril 1915,, au niveau de la Tranchée de Calonne. Le personnage de « Gron » dans Ceux de 14 de Maurice Genevoix est inspiré par Henri Piet.